# Macrosiphoniella mutellinae
Macrosiphoniella mutellinae är en insektsart som beskrevs av Carl Julius Bernhard Börner 1950. Macrosiphoniella mutellinae ingår i släktet Macrosiphoniella och familjen långrörsbladlöss. Inga underarter finns listade i Catalogue of Life.